# Africactenus guineensis
Africactenus guineensis là một loài nhện trong họ Ctenidae.
Loài này thuộc chi Africactenus. Africactenus guineensis được Eugène Simon miêu tả năm 1897.